# Montolieu
Montolieu – miejscowość i gmina we Francji, w regionie Oksytania, w departamencie Aude.
Według danych na rok 1990 gminę zamieszkiwało 807 osób, a gęstość zaludnienia wynosiła 34 osoby/km² (wśród 1545 gmin Langwedocji-Roussillon Montolieu plasuje się na 398. miejscu pod względem liczby ludności, natomiast pod względem powierzchni na miejscu 297.).

## Zabytki
Zabytki w miejscowości posiadające status Monument historique:
- kościół Saint-André (Église Saint-André)
- manufaktura królewska (manufacture royale)
- krzyż (croix)